# Bugatti Tipo 64
La Type 64 era un'autovettura di classe alta prodotta nel 1939 dalla casa francese Bugatti.

## Profilo
Quello della Type 64 era un progetto mirato a creare una vettura che raccogliesse l'eredità delle prestigiose coupé Bugatti prodotte fino a quel momento e ne evolvesse i concetti, sia esteticamente che tecnicamente. La linea fu disegnata da Jean Bugatti, il quale progettò inizialmente per il prototipo delle portiere con apertura ad ala, soluzione che successivamente venne abbandonata in favore di un'apertura convenzionale. In generale, la splendida linea della Type 64 si ispirava chiaramente a quella della Type 57 Atlantic, per via delle sue linee estremamente aerodinamiche, comprensive anche di carenature sulle ruote posteriori.
Il motore della Type 64 era un 8 cilindri in linea da 4432 cm³ in grado di sviluppare una potenza massima di 185 CV.
Insomma, le buone premesse c'erano tutte. Sfortunatamente, però, lo scoppio della Seconda guerra mondiale causò l'abbandono precipitoso di tale progetto, per cui della Type 64 rimasero solo un prototipo e uno chassis nudo.